# Hendekagontal
Hendekagontal är en sorts figurtal som representerar en hendekagon. Det n:te hendekagontalet ges av formeln
{\displaystyle {\frac {9n^{2}-7n}{2}}}
De första hendekagontalen är:
0, 1, 11, 30, 58, 95, 141, 196, 260, 333, 415, 506, 606, 715, 833, 960, 1096, 1241, 1395, 1558, 1730, 1911, 2101, 2300, 2508, 2725, 2951, 3186, 3430, 3683, 3945, 4216, 4496, 4785, 5083, 5390, 5706, 6031, 6365, 6708, 7060, 7421, 7791, 8170, … (talföljd A051682 i OEIS)